# Jacques Lepautre
Pour les articles homonymes, voir Lepautre.
Jacques Lepautre est un graveur français du XVIIe siècle, né à une date inconnue et mort en février 1684.
Jacques est le fils de Jean Lepautre (et donc neveu d'Antoine Lepautre et frère de Pierre Lepautre). On ne connaît à peu près rien de sa vie. Il naît après 1653, grave essentiellement pendant les années 1682-1683 et meurt en février 1684 (enterré aux Jacobins le 17).
Il grave à l'eau-forte, parfois rehaussée de burin. Son catalogue comprend 58 pièces (plus, selon Pierre-Jean Mariette, une suite de trois cent trente figures de saints en collaboration avec Pierre Lepautre et Jean Dolivar) comprenant des costumes grotesques, armoiries, fêtes et catafalques, œuvres religieuses, etc.